# 內格羅黑德科納 (阿肯色州)
內格羅黑德科納（英語：Negro Head Corner）是位於美國阿肯色州伍德拉夫縣的一個非建制地區。該地的面積和人口皆未知。

## 地理
內格羅黑德科納的座標為35°20′38″N 91°21′27″W / 35.34389°N 91.35750°W，而該地的平均海拔高度為66米（即217英尺）。